# Crise des îles Åland

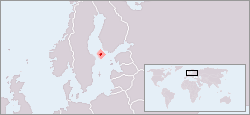
Localisation d'Åland.

Carte politique d'Åland.

La crise des îles Åland a été l'un des premiers enjeux soumis à l'arbitrage de la Société des Nations à sa formation. Elle n’a pas accédé à la demande de la population des îles d'Åland qui demandait l'autodétermination et la Finlande a conservé la souveraineté sur les îles, mais des garanties internationales ont été données pour permettre à la population de conserver sa propre culture, atténuant la menace de l'assimilation forcée par la culture finlandaise telle que la percevaient les insulaires.

## Contexte
Avant 1809, les îles Åland faisaient partie du royaume de Suède. Toutefois, lors du traité de Fredrikshamn le 17 septembre 1809, la Suède a dû abandonner le contrôle des îles, avec la Finlande, à la Russie impériale. Le Grand-duché autonome de Finlande a été formé au sein de l'Empire russe qui comprenait les îles Åland. Par le traité de Paris du 18 avril 1856, qui mettait fin à la guerre de Crimée, la Grande-Bretagne a exigé de la Russie qu’elle suspende toute construction de nouvelle fortification sur les îles. Cette exigence fut respectée, malgré des tentatives infructueuses pour modifier le statut des îles démilitarisées en 1908. Cependant, en 1914, au début de la Première Guerre mondiale, le gouvernement russe fait de l'archipel une base sous-marine pour les sous-marins britanniques et russes pendant la guerre.

## Crise militaire
En décembre 1917, craignant les effets de la révolution russe d'octobre, le parlement finlandais proclame la Finlande un État souverain, invoquant le principe de l'autodétermination. L’automne même, les Ålandais s'étaient organisés pour leur propre autodétermination, craignant ce qu'ils considéraient comme des manifestations excessivement finno-nationalistes et anti-suédoise en Finlande. À ce moment-là, plus de 90 % des habitants des îles se considéraient comme Suédois, à l’exception du personnel militaire stationné, contrairement à la Finlande continentale, où moins de 15 % étaient de langue suédoise. Contrairement aux îles Åland, durant les vingt années précédentes les tensions sociales s’étaient considérablement exacerbées en Finlande. La réponse des Ålandais était le souhait pour la sécession du Grand-duché de Finlande et de l'Empire russe, avec lesquels ils ne ressentaient que peu d’affiliation, et une demande d'annexion par la Suède.
L’élite au pouvoir en Suède était, toutefois, préoccupée par la démocratisation de la Suède, entamée peu auparavant par un cabinet conservateur pour apaiser les courants révolutionnaires parmi les travailleurs suédois. À cet effet, la Suède s’était choisi un nouveau premier ministre libéral, avec pour la première fois des socialistes faisant partie du cabinet. Bien que les milieux activistes proches de la cour royale fussent enthousiastes envers l'appel des Ålandais à un soutien suédois, les militants avaient perdu leur influence politique en 1916, et finalement également l'oreille du roi Gustav V. Les représentants des Ålandais furent abreuvés de mots de sympathie et de phrases creuses. Ni les libéraux ni les socialistes qui dirigèrent la Suède au cours de la dernière année de la Première Guerre mondiale ne s'avérèrent le moins du monde intéressés par tout ce qui pouvait toucher à une politique militante aventureuse. Et le roi était entièrement d'accord avec son cabinet sur ce point.
La guerre civile finlandaise qui débuta en janvier 1918, ne devait pas changer cette situation au début. L'année précédente, les sociaux-démocrates suédois avaient purgé leur parti des révolutionnaires qui éprouvaient de la sympathie pour une république socialiste en Finlande, sans aller jusqu'à la soutenir. Leurs partenaires de la coalition au sein du cabinet, les libéraux, étaient plutôt enclins à sympathiser avec le gouvernement blanc en Finlande, mais ils étaient traditionnellement neutralistes et, en outre, plutôt suspicieux envers leurs homologues finlandais. Les non socialistes en Finlande, qui n'étaient pas d’ardents fennomanes semblaient aux yeux des libéraux suédois plus proches des conservateurs, qu'ils considéraient habituellement comme leurs ennemis politiques.
Des rapports exagérés concernant l'appréhension de civils à propos de l’arrivée de combattants de la guerre civile entraînèrent cependant l'envoi d'une petite expédition navale, chargée de l'évacuation des civils qui le souhaitaient. Il s'avéra qu’aucun civil ne souhaitait partir, mais le commandant des forces navales négocia fièrement la fin des hostilités, et les forces navales restèrent sur la Grande île en tant que force de maintien de la paix. Il est évident que la chaîne de commandement était considérablement plus encline à l'activisme que le ministre socialiste de la Défense, lequel était lui-même considérablement plus favorable à l'intervention que ses collègues du Cabinet. Dans quelle mesure les autres membres du cabinet étaient informés entre les réunions du cabinet, ou même s’ils avaient leur mot à dire, apparaît moins clair. Stockholm ne s'aperçut de rien, et tout ce qui put se passer n'émana pas de la volonté du gouvernement, mais bien de l'officier de marine responsable.
Le gouvernement blanc à Vaasa voyait les choses différemment. Il constatait avec amertume le manque de soutien de la Suède  à l'encontre des rebelles socialistes, et était bien informé des désirs des activistes de reconquérir les îles Åland, puisque beaucoup des officiers suédois qui s'étaient portés volontaires pour venir appuyer la Finlande blanche étaient proches des activistes de premier plan. Le gouvernement blanc s’était alarmé de l'entrée de troupes suédoises sur le sol de la Finlande, et se méfiait du ministre socialiste suédois de la Défense. Une force navale allemande fut requise d'urgence pour que les troupes suédoises se retirent d'Åland.

## Crise politique
Le leader social-démocrate suédois, Hjalmar Branting, choisit de traiter la question en suivant strictement le droit international. La Finlande interpréta cette décision comme étant une décision purement tactique, et un litige sur l'appartenance de l'archipel d'Åland à la Suède ou à la Finlande se produisit. En 1921, à nouveau, malgré le fait que 90 % de la population des îles était suédoise, et que cette même population avait exprimé un désir quasi unanime d'être intégrée à la Suède, la Société des Nations statua que les îles Åland devaient rester sous souveraineté finlandaise. Cette victoire finlandaise est souvent attribuée à la compétence de l'ambassadeur de Finlande à Paris, Carl Enckell, qui était également le représentant de la Finlande à la Société des Nations, chargé de la question d'Åland.
Le mérite en revient également au représentant de la Finlande au Japon, le professeur Gustaf John Ramstedt, qui signala à la délégation japonaise de la Société des Nations que les îles Åland étaient un archipel continu à la Finlande, et qu'une mer en eaux profondes les séparait de la Suède. Les propres intérêts du Japon dans le contrôle d’îles du Pacifique seraient facilités si la décision finale était en faveur de la Finlande. Par conséquent, le Japon soutint cette dernière.

## Conséquences
Les difficultés liées aux relations entre la Suède et la Finlande furent résolues vers le milieu des années 1930, lorsque l'affaiblissement de l'autorité de la Société des Nations ouvrit une période de tension internationale beaucoup plus sévère. La crainte que les îles Åland ne tombent sous le contrôle de l'Allemagne nazie ou de l'Union soviétique était très réelle, et c'est pourquoi le ministre des Affaires étrangères suédois Rickard Sandler proposa le statu quo pour ces îles, malgré la politique de neutralité traditionnelle de la Suède. Des plans défensifs détaillés furent élaborés, mais finalement, la Suède choisit de ne pas participer à la défense des îles.

## Autonomie des Îles Åland
En 1920, la Finlande accorda une large autonomie culturelle et politique aux îles Åland. La Société des Nations considéra que ces mesures satisfaisaient les demandes exprimées pour y protéger la langue et la culture suédoises.
Au cours du XXe siècle, la souveraineté finlandaise a été perçue comme bienveillante, et même bénéfique, par un nombre croissant d'insulaires. La déception due au soutien insuffisant de la Suède au sein de la Société des Nations, le non-respect suédois du statut démilitarisé d'Åland dans les années 1930, et dans une certaine mesure un sentiment de destin partagé avec la Finlande pendant et après la Seconde Guerre mondiale, a entraîné un changement de perception des insulaires vis-à-vis de la Finlande : d'abord considérées comme « une province suédoise aux mains des Finlandais » les îles Åland sont devenues « une partie autonome de la Finlande ».